# 特氏細棘鰕虎魚
特氏細棘鰕虎魚，为輻鰭魚綱鰕虎鱼目鰕虎鱼亚目鰕虎魚科的其中一種，分布於非洲馬達加斯加，棲息在河口及沿岸的沙泥底質淺水處，體長可達10公分。

## 扩展阅读
維基物種上的相關：特氏細棘鰕虎魚